# أكتاليب عشري الحراشف
أكتاليب عشري الحراشف (الاسم العلمي:Octolepis decalepis) هو نوع من النباتات يتبع جنس الأكتاليب من الفصيلة المثنانية.